# Peter Arnett
Peter Gregg Arnett (Riverton, 13 novembre 1934) è un giornalista neozelandese.

## Biografia
Ha collaborato con il National Geographic e come corrispondente per varie televisioni dalla guerra del Vietnam e dalla guerra del Golfo. Lo stile dei suoi reportage dal Vietnam del Sud non fu particolarmente apprezzato dall'amministrazione Johnson, in quanto troppo attento a rivelare le tante sofferenze della popolazione civile. Divenne celebre in tutto il mondo durante la guerra del Golfo, allorquando fu l'unico giornalista a documentare dall'Hotel Al-Rashid di Baghdad i primi bombardamenti americani del 17 gennaio 1991. Venti membri del Congresso degli Stati Uniti l'hanno accusato di “giornalismo antipatriottico”.
Ha lavorato per la CNN dal 1981 al 1999. Fu licenziato dopo la sua intervista in una trasmissione televisiva del giugno 1998, in cui affermava che nell'operazione segreta “Tailwind” del 1970 le truppe speciali statunitensi avevano usato gas nervino per stanare dei loro disertori nel Laos. Nel 2003, dopo aver rilasciato un'intervista a un canale televisivo iracheno, è stato licenziato da NBC, MSNBC e dal National Geographic. Tuttavia è stato immediatamente assunto dal Daily Mirror, il quotidiano inglese notoriamente contrario alla guerra in Iraq, e da diversi canali televisivi belgi e greci. Per il settimanale NOI ha pubblicato due libri: Il mio Vietnam ed Io e Saddam, la mia guerra nel Golf. Nel 2007 ha lasciato il giornalismo e si è ritirato a vivere a Los Angeles, impartendo tuttavia corsi di giornalismo all'università cinese di Shantou.

## Vita privata
Arnett ha sposato una vietnamita nel 1964, dalla quale ha avuto due figli. Divorziato nel 1983, si è risposato nel 1990.

## Riconoscimenti
- Nel 1966 ha vinto il Premio Pulitzer per le sue corrispondenze per l'Associated Press dal Vietnam, dove rimase dal 1962 al 1975.